# Jacques Gennen
Jacques Gennen (né le 23 janvier 1948 à Lierneux) est un homme politique belge, membre du Parti socialiste.

## Carrière politique
Mandat politique exercé antérieurement ou actuellement
- Député wallon et de la Communauté française
- Ancien bourgmestre de Vielsalm